# Kaspar, il bravo soldato
Kaspar, il bravo soldato è un romanzo di Guido Sgardoli pubblicato nel 2007.
L'età di lettura consigliata è di 12 anni, un libro adatto a tutti ma di grande significato.

## Trama
Il libro narra la storia di Kaspar, un soldato di una nazione immaginaria inviato a difendere un deposito di armi sopra una collina. Lì passerà 10 anni della sua vita; nel frattempo, venendo a conoscenza dell'altro unico abitante del monte (l'omino grinzoso), un topino ed una mucca, manterrà la sua postazione, disimparerà le "nove regole del "bravo soldato" (che usava seguire religiosamente), diventando quindi una nuova persona.

## Premi
- Secondo classificato al Premio ''Fondazione Caricento''[2][3]

## Edizioni
- Guido Sgardoli, Kaspar, il bravo soldato, Firenze, Giunti Junior, 2007, ISBN 978-88-09-05367-0.
- Guido Sgardoli, Kaspar, il bravo soldato, Firenze, Giunti Editore, 2017, ISBN 978-88-09-85270-9.